# Оломоуц (район)
Райо́н О́ломоуц (чеш. Okres Olomouc) — один из 5 районов Оломоуцкого края Чехии. Административным центром является город Оломоуц. Площадь составляет 1 620,28 км², население — 234 608 человек (плотность населения — 144,79  человек на 1 км²). Район состоит из 95 населённых пунктов, в том числе из 6 городов.

## Населённые пункты
- Червенка (чеш. Červenka, German: Schwarzbach bei Olmütz) —  муниципалитет и деревня в Оломоуцком районе. Население около 1500 жителей.